# Upper Adams River Park
Upper Adams River Park är en park i Kanada.   Den ligger i provinsen British Columbia, i den centrala delen av landet, 3 200 km väster om huvudstaden Ottawa. Upper Adams River Park ligger 453 meter över havet. Den ligger vid sjön Mica Lake.
Terrängen runt Upper Adams River Park är kuperad åt sydost, men åt nordväst är den bergig. Upper Adams River Park ligger nere i en dal. Trakten runt Upper Adams River Park är nära nog obefolkad, med mindre än två invånare per kvadratkilometer.. Det finns inga samhällen i närheten.
I omgivningarna runt Upper Adams River Park växer i huvudsak barrskog.